# Џон Холовеј (музичар)
Џон Холовеј (енгл. John Holloway; 19. јули 1948) је британски виолиниста, специјалиста за музику барокa.
Тренутно живи у Немачкој, али концертира по целом свету. Био је концертмајстор у неколико познатих ансамбала за рану музику, а тренутно је концертмајстор и музички директор Њу Тринити Барока, заједно са југословенским чембалистом и диригентом Предрагом Гостом.